# Давидова Наталія Максимівна
Ната́лія (справжнє ім'я — Ма́йя) Макси́мівна Дави́дова (рос. Наталья [Майя] Максимовна Давыдова; 18 травня 1925, Ленінград, РРФСР, СРСР — 11 грудня 2005, Регенсбург, Баварія, Німеччина) — російська письменниця. Член Спілки письменників СРСР (1958).

## Біографія
Народилася в сім'ї інженера-будівельника. 1947 року закінчила філологічний факультет ЛДУ, потім аспірантуру. Жила в Ленінграді, Москві. Дебютувала в літературі повістю «Будні та свята» (рос. Будни и праздники, 1953), присвяченою життю сільських лікарів. Автор романів «Любов інженера Ізотова» (рос. Любовь инженера Изотова, 1960; переклад польською, 1961), «Усе життя плюс іще дві години» (рос. Вся жизнь плюс ещё два часа, 1967; переклад польською, 1968), «Ніхто ніколи» (рос. Никто никогда, 1971), «Скарби на землі» (рос. Сокровища на земле, 1976), історико-біографічної повісті «Вибір зброї» про російського революціонера, поета та журналіста Олександра Вермишева (рос. Выбор оружия, 1984), збірки оповідань «Тільки одна вдача» (рос. Только одна удача, 1958). Публікувалася в літературному альманасі «Рік тридцять шостий», журналах «Новый мир», «Огонёк». У творах досліджувала моральні проблеми, пов’язані з темою праці, творчості, становлення особистості. 1967 року виступила на захист листа Олександра Солженіцина IV Всесоюзному з’їзду радянських письменників про скасування цензури. 1998 року переїхала на постійне місце проживання до Німеччини.

## Сім’я
- Батько — Максим Володимирович Давидов (1898—1961), інженер-будівельник.
- Мати — Єлизавета Іродіонівна Макушинська (1898—1972).
- Молодша сестра — Ірина Максимівна Стацинська (1935—2004).
- Чоловік — автор романів і повістей «Кортик», «Бронзовий птах», «Діти Арбату», лауреат Сталінської премії Анатолій Наумович Рибаков (1911—1998; Н. М. Давидова була другою з трьох дружин письменника).
  - Син — письменник і літературознавець Олексій Анатолійович Макушинський (нар. 1960).

### Романи, повісті
- Давыдова Н. М. Будни и праздники : повесть // Год тридцать шестой : Орган Союза советских писателей СССР / [ред. коллегия: Б. Н. Агапов[ru]… Л. А. Кудреватых[ru] и др.]. — Литературная газета, [1953]. — С. 119—229. — (Литературно-художественный общественно-политический альманах ; № 15 ; 3-я кн. 1953 г.).
  - [То же]. — Советский писатель, 1954.
  - Рец.:  Герасимова В. А.[ru]. Бойкость вместо глубины // Литературная газета. — 1954. — № 58. — С. 3.
  - Рец.:  Озерова К. Будни и праздники // Знамя. — 1954. — № 5. — С. 3.
  - Рец.:  Поздняев К. И. Первая повесть // Новый мир. — 1954. — № 7. — С. 246—251.
  - Рец.:  Эльяшевич А. Будни или праздники? // Звезда[ru]. — 1954. — № 10. — С. 175—184.
  - Рец.:  Константинов Юр. Конфликт и его разрешение // Звезда. — 1954. — № 11.
- Давыдова Н. М. Любовь инженера Изотова : роман // Новый мир. — 1960. — № 1. — С. 3—72 ; № 2. — С. 49—76 ; № 3. — С. 38—91.
  - [То же]. — Советский писатель, 1962.
  -   (pl) Dawydowa N. M. Miłość inżyniera Izotowa : powieść / tłum. Ema Dmowska. — Czytelnik, 1961.
  - Рец.:  Дымшиц Ал. Дурной вкус // Литературная жизнь. — 1960. — № 36. — С. 3.
  - Рец.:  Аронович И. Разве это роман о любви? // Что читать. — 1960. — № 7. — С. 28.
  - Рец.:  Попова Л. М.[ru]. Наталья Давыдова. «Любовь инженера Изотова» // Звезда. — 1960. — № 8.
  - Рец.:  Лещевский И. Любовь по шпаргалке // Знамя. — 1960. — № 8. — С. 215—219.
  - Рец.:  О романе «Любовь инженера Изотова» : [Отзывы читателей] // Новый мир. — 1960. — № 10. — С. 274—279.
- Давыдова Н. М. Вся жизнь плюс ещё два часа : роман. — Советский писатель, 1967.
  - [То же] ; Рассказы : роман. — Советский писатель, 1968.
  - [То же] : романы, рассказы. — Советский писатель, 1980. — Содерж.: РОМАНЫ: Вся жизнь плюс ещё два часа. С. 7 ; Сокровища на земле. С. 163 ; Любовь инженера Изотова. С. 295 ; РАССКАЗЫ: Как ты живёшь, моя первая любовь?. С. 521 ; Фёдоров и Таня. С. 533 ; Этот Еремеев. С. 544 ; Пыль и ветер. С. 555 ; Три дня, три звонка. С. 566 ; Только одна удача. С. 574.
  -   (pl) Dawydowa N. M. Całe życie i jeszcze dwie godziny : powieść / tłum. Janina Dziarnowska. — Czytelnik, 1968.
- Давыдова Н. М. Никто никогда : роман. — Советский писатель, 1971.
- Давыдова Н. М. Сокровища на земле : роман. — Советский писатель, 1976.
  - [То же] : романы, рассказы. — Советский писатель, 1985. — Содерж.: РОМАНЫ: Сокровища на земле. С. 4 ; Никто никогда. С. 128 ; Вся жизнь плюс ещё два часа. С. 242 ; РАССКАЗЫ: Как ты живёшь, моя первая любовь? С. 394 ; Фёдоров и Таня. С. 405 ; Сёстры. С. 415 ; Пыль и ветер. С. 422 ; Девочка и нефть. С. 432 ; Этот Еремеев. С. 441 ; По семейным обстоятельствам. С. 451 ; Пишущая машинка. С. 459 ; Три дня, три звонка. С. 472.
- Давыдова Н. М. Выбор оружия : Повесть об Александре Вермишеве. — Политиздат, 1984. — (Пламенные революционеры).
  - [То же]. — Политиздат, 1989. — (Пламенные революционеры). — ISBN 5-250-00421-0.

### Оповідання
- Давыдова Н. М. Как ты живёшь, моя первая любовь? // Огонёк. — 1956. — № 33. — С. 22—24.
  - Те ж у:  Только одна удача, 1958; Только одна удача, 1959; Сокровища на земле, 1985
- Давыдова Н. М. Фёдоров и Таня // Огонёк. — 1956. — № 51. — С. 9—11.
  - Те ж у:  Только одна удача, 1959; Вся жизнь плюс ещё два часа, 1980; Сокровища на земле, 1985
- Давыдова Н. М. По семейным обстоятельствам // Огонёк. — 1957. — № 10. — С. 9—11.
  - Те ж у:  Только одна удача, 1958; Только одна удача, 1959; Сокровища на земле, 1985
- Давыдова Н. М. Только одна удача // Огонёк. — 1957. — № 25. — С. 17—20.
  - Те ж у:  Только одна удача, 1958; Только одна удача, 1959; Вся жизнь плюс ещё два часа, 1980
- Давыдова Н. М. Пыль и ветер // Огонёк. — 1957. — № 39. — С. 9—11.
  - Те ж у:  Только одна удача, 1959; Вся жизнь плюс ещё два часа, 1980; Сокровища на земле, 1985
- Давыдова Н. М. Этот Еремеев // Огонёк. — 1957. — № 41. — С. 10—12.
  - Те ж у:  Только одна удача, 1958; Только одна удача, 1959; Вся жизнь плюс ещё два часа, 1980; Сокровища на земле, 1985
- Давыдова Н. М. Пишущая машинка // Огонёк. — 1958. — № 39. — С. 26—28.
  - Те ж у:  Только одна удача, 1959; Сокровища на земле, 1985
- Давыдова Н. М. Девочка и нефть // Огонёк. — 1959. — № 24. — С. 17—19.
  - Те ж у:  Только одна удача, 1959; Сокровища на земле, 1985
- * Давыдова Н. М. Ира. — 1959.
  - Те ж у:  Только одна удача, 1959
- Давыдова Н. М. Сёстры. — 1959.
  - Те ж у:  Только одна удача, 1959; Сокровища на земле, 1985
- Давыдова Н. М. Три дня, три звонка. — 1980.
  - Те ж у:  Вся жизнь плюс ещё два часа, 1980; Сокровища на земле, 1985

#### Збірники
- Давыдова Н. М. Только одна удача : рассказы. — М. : Правда, 1958. — 42 с. : портр. — (Библиотека «Огонёк» ; № 44). — Содерж.: Только одна удача ; Этот Еремеев ; По семейным обстоятельствам ; Как ты живёшь, моя первая любовь?.
  - [То же]. — М. : Советский писатель, 1959. — 118 с. — Содерж.: Как ты живёшь, моя первая любовь? ; Фёдоров и Таня ; Сёстры ; Этот Еремеев ; Пыль и ветер ; Девочка и нефть ; По семейным обстоятельствам ; Пишущая машинка ; Только одна удача ; Ира.

### Про Наталію Давидову
- Давыдова, Наталья // Гаврилюк — Зюльфигар Ширвани. — М. : Советская энциклопедия, 1964. — Ствп. 488—489. — (Краткая литературная энциклопедия : [в 9 т.] / глав. ред. А. А. Сурков ; 1962—1978, т. 2).